# Cmentarzysko kurhanowe w Łubnej Jakusach
Cmentarzysko kurhanowe w Łubnej-Jakusach – cmentarzysko kurhanowe z okresu epoki brązu przypisywane do kultury trzcinieckiej grupy łubieńskiej, znajdujące się na południe od wsi Łubna w gminie Błaszki (powiat sieradzki).

## Charakterystyka stanowiska i historia badań
Stanowisko były znane wcześniej od zakrojonych na szeroką skalę wykopalisk przeprowadzonych w roku 1946 przez prof. Konrada Jażdżewskiego, gdyż w roku 1923 bądź 1924 przebadane zostały przez Zygmunta Zakrzewskiego dwa nasypy. Zakrzewski wykonał mapę stanowiska użytkowaną przez kolejne ekipy badawcze. Cmentarzysko składa się z 27 się kurhanów rozmieszczonych w dwóch skupiskach po obu stronach drogi przechodzącej przez stanowisko. Umieszczone jest na małym płaskowzgórzy oddzielonych na południu i południowym zachodzie terenami bagnistymi, gdzie swój początek bierze rzeka Cienia, przepływająca przez gminę Błaszki, która wpada do rzeki Prosny koło Kalisza.
Nasypy mogił znajdowały się w złym stanie. Spowodowane było to całkowitym wylesieniem terenu i prowadzoną na tym obszarze intensywną gospodarką rolną. W trakcie prac zidentyfikowano również kurhany nr 15 i 16 jako  naturalne nasypy. 

## Opisy wybranych grobowców

### Mogiła nr 3
Zawierała 2 groby, jeden o nieregularnym zarysie umiejscowiony pod wschodnią częścią kopca wkopany w pierwotną warstwę próchniczną na głębokość około 45-50cm. Drugi grób umiejscowiony był w centrum kurhanu bez wgłębiania się w poziom pierwotny. Tuż obok grobu 1, bezpośrednio nad nim, odkryto zaciemnienia, w których znajdowały się węgielki drzewne, interpretowane to jest jako rytualne ogniska.

### Mogiła nr 5
W trakcie eksploracji ekipa badawcza natrafiła na problem z interpretacja warstw i zaciemnień spowodowanych całkowitym przesuszeniem nasypu zbudowanego z żwiru, piasku i kamieni. Zaobserwowano, iż grób wkopany został w pierwotny poziom próchnicy na poziom około 25 centymetrów.

### Mogiła nr 7
Zawierał jeden grób podwójny i drugi wątpliwy z powodu słabego zachowania szczątków. Podwójny wkopany był w próchnicę na głębokość około 40 centymetrów. Z grobu niepewnego zachowały się jedynie fragmenty kości czaszki.

### Mogiła nr 9
Zawierała jeden grób ulokowany na poziomie pierwotnej próchnicy. Był to najbogatszy pochówek odnaleziony na tym stanowisku

### Mogiła nr 11
Została mocno zniszczona przez okoliczną ludność, która wybierała żwir.

### Mogiła nr 12
Środek mogiły został zniszczony prawdopodobnie przez poszukiwaczy skarbów. O grobie nic pewnego powiedzieć nie można.

### Mogiła nr 18
W tym kurhanie odkryto liczne pozostałości po licznych ogniskach „rytualnych” zawierających liczne węgle drzewne przemieszane z kośćmi zwierzęcymi. Nie zachował się szkielet, udało się jednak zaobserwować jamę grobową o regularnych kształtach zagłębioną na około 90 cm z regularnym dnie.

### Mogiła nr 20
Dosyć mocno zniwelowana przez współczesną orkę aczkolwiek to w tym nasypie najlepiej zachował się pochówek szkieletowy dwóch osób. Jama grobowa zagłębiona była w próchnicę na głębokość 45 cm.

### Mogiła nr 22
Przed eksploracją mogiła miała 40 centymetrów wysokości i zawierała grób, w którym zachowały się kości ludzkie.

### Mogiła nr 23
Mogiła ta zawierała dwa groby bogate w ceramikę. Grób nr II był mocno zniszczony z powodu wykopywania pnia sosny, zalegał poniżej poziomu pierwotnej próchnicy.

## Podsumowanie
Grupa łubieńska rozpoczyna się na samym przełomie I i II okresu epoki brązu (według chronologii Monteliusa). Przypuszcza się, iż wyrosła na podłożu lokalnej grupy kultury iwieńskiej.  W inwentarzu grobowym widać wyraźnie wpływy południowych kultur z terenu Węgier. Świadczą o tym ozdoby głowy w postaci tarczek typu węgierskiego z guzkiem i dwoma bruzdami z zagięciem do zawieszenia. Ciekawą rzeczą jest sztylet z żeberkiem odkryty w grobie nr 1 w 1923/1924 z trzema nitami, które były dosyć popularne w tamtym okresie na wielu terenach.